# Erik Henrichsen
Erik Henrichsen (født 2. april 1865 i København, død 9. december 1917 sammesteds) var en dansk politisk-historisk forfatter. 